# 와트
1 와트(기호 W)는 1 초 동안의 1 줄(N·m)에 해당하는 일률의 SI 단위계 단위이다. 증기 기관을 개량하는데 공헌한 제임스 와트의 이름에서 따온 것으로, 1889년에 영국 학술 협회의 총회에서 채택되었다.

## 정의
{\displaystyle 1~{\rm {{W}=1~{\dfrac {\rm {J}}{\rm {s}}}=1~{\dfrac {\rm {N\cdot m}}{\rm {s}}}=1~{\dfrac {\rm {{kg}\cdot {\rm {m^{2}}}}}{\rm {s^{3}}}}=\mathrm {1~V\cdot 1~A} }}}
1W * 3,600s = 1J/s * 3,600s = 3,600J = 1Wh
W(와트)는 1초 동안 1J(줄)의 일을 하는 일률의 단위고, 여기에 3,600초(1시간)를 곱한 것이 전력량 와트시(Wh)이다.
암페어와 볼트 단위의 정의를 통해, 1 암페어가 1 볼트의 전위차를 통해 흐를 때 일은 1 와트의 일률로 끝난다.

## 와트의 국제단위계 접두어
와트 단위에는 SI 접두어가 같이 쓰이며, 킬로와트와 메가와트가 많이 쓰인다.
| 배수 | 이름     | 기호 |
| ---- | -------- | ---- |
| 1    | 와트     | W    |
| 101  | 데카와트 | daW  |
| 102  | 헥토와트 | hW   |
| 103  | 킬로와트 | kW   |
| 106  | 메가와트 | MW   |
| 109  | 기가와트 | GW   |
| 1012 | 테라와트 | TW   |
| 1015 | 페타와트 | PW   |
| 1018 | 엑사와트 | EW   |
| 1021 | 제타와트 | ZW   |
| 1024 | 요타와트 | YW   |
| 1027 | 론나와트 | RW   |
| 1030 | 퀘타와트 | QW   |

| 약수  | 이름         | 기호 |
| ----- | ------------ | ---- |
| 1     | 와트         | W    |
| 10−1  | 데시와트     | dW   |
| 10−2  | 센티와트     | cW   |
| 10−3  | 밀리와트     | mW   |
| 10−6  | 마이크로와트 | µW   |
| 10−9  | 나노와트     | nW   |
| 10−12 | 피코와트     | pW   |
| 10−15 | 펨토와트     | fW   |
| 10−18 | 아토와트     | aW   |
| 10−21 | 젭토와트     | zW   |
| 10−24 | 욕토와트     | yW   |
| 10−27 | 론토와트     | rW   |
| 10−30 | 퀙토와트     | qW   |

## 전기와 열 와트
전기 산업에서 쓰이는 전기출력 단위는 메가와트 MWe, MWe이며, 열출력 단위는 MWt, MWth 따위를 쓴다. 예를 들어 화력발전소에서 2109 MWt의 열로 증기를 만들어 터빈을 돌리게 해서 전기를 648 MWe 생산했을 경우 에너지 효율은 648/2109 = 0.307 로 약 30.7 %가 된다.

## 일률 단위표
일률이나 전력 단위에 시간 단위를 사용하면서 에너지를 나타내는 단위로 자주 쓰인다. 1킬로와트(kW)의 기기가 한 시간에 소비하는 에너지는 1 kWh가 되며 이는 3.6 MJ과 같다. 1 MWd는 86.4 기가줄(GJ)이 된다. 또, 1 와트는 1000mW이다.
|                  | W         | kgf·m/s   | PS         | kcal/h     |
| ---------------- | --------- | --------- | ---------- | ---------- |
| 1 와트 (W)       | 1         | 0.102     | 0.00136    | 약 0.860   |
| 1 kgf·m/s        | 9.80665   | 1         | 약 0.01333 | 약 8.4322  |
| 1 독일 마력 (PS) | 735.49875 | 75        | 1          | 약 632.415 |
| 1 kcal/h         | 1.163     | 약 0.1186 | 약 0.00158 | 1          |

## 같이 보기
- 제임스 와트
- 역률
- 제곱 평균
- 전력계